# Coccoloba barbadensis
Coccoloba barbadensis är en slideväxtart som beskrevs av Nikolaus Joseph von Jacquin. Coccoloba barbadensis ingår i släktet Coccoloba och familjen slideväxter. Inga underarter finns listade i Catalogue of Life.